# Norfolk International Airport

i7
i11
i13
Norfolk International Airport ist ein Flughafen in Norfolk im US-Bundesstaat Virginia.

## Lage und Verkehrsanbindung
Der Norfolk International Airport befindet sich neun Kilometer nordöstlich des Stadtzentrums von Norfolk. Die Interstate 64 verläuft südlich und westlich des Flughafens. Außerdem verlaufen der U.S. Highway 13 südöstlich und der U.S. Highway 60 nördlich des Flughafens. Des Weiteren verlaufen die Virginia State Routes 165, 192 und 247 westlich des Flughafens. Der Norfolk International Airport ist nicht in den öffentlichen Personennahverkehr eingebunden, Fluggäste müssen auf Mietwagen, Taxis und ähnliche Angebote zurückgreifen.

## Geschichte
Im Jahr 1938 errichtete die Stadt Norfolk auf dem Truxton Manor Golfplatz den Norfolk Municipal Airport mit einer 3500 Fuß (etwa 1000 Meter) langen Start- und Landebahn und dem früheren Clubhaus als Terminalgebäude. Die Eröffnung erfolgte am 7. April 1938. Nachdem Pennsylvania-Central Airlines, die 1961 in United Air Lines aufging, Norfolk in ihr Streckennetz aufgenommen hatte, wurde 1940 ein neues Terminal eingeweiht.
Im Jahr 1942 übernahm das United States Army Air Corps den Flughafen. Um die hohe Anzahl an Flügen und die größeren Flugzeuge abfertigen zu können, verlängerte das Air Corps die Start- und Landebahn und errichtete zusätzlich zwei weitere. Im Jahr 1947 wurde der Flughafen zurück an die Stadt Norfolk übertragen und der zivile Flugverkehr wiederaufgenommen.
Im Jahr 1948 nahm Piedmont Airlines regelmäßige Verbindungen nach Cincinnati auf; im selben Jahr wurde mit den Bauarbeiten für ein neues Terminalgebäude begonnen, das 1951 eingeweiht wurde. Im Jahr 1968 wurde Norfolk zum Flughafen der Region Hampton Roads bestimmt und in Norfolk Regional Airport umbenannt.
Nachdem der Flughafen 1974 ein neues Terminalgebäude und 1976 Einrichtungen zur Zollabfertigung erhalten hatte, wurde er 1976 in Norfolk International Airport umbenannt. In den 1980er Jahren wurde der Flughafen Norfolk durch ein neues Terminal für die Allgemeine Luftfahrt und ein neues Luftfracht-Terminal ergänzt; das Passagierterminal wurde 1991 erweitert und im Juni 2002 um ein Ankunftsgebäude ergänzt.

## Zwischenfälle
- Am 19. Januar 1967 wurde eine Vickers Viscount 745D der US-amerikanischen United Airlines (Luftfahrzeugkennzeichen N7431) bei der Landung auf dem Norfolk Municipal Airport von einem Schneepflug gerammt, der auf die Landebahn gefahren war. Das Gefährt riss eine Tragfläche der Viscount ab und die Rumpfunterseite auf. Dadurch wurde das Flugzeug irreparabel beschädigt. Alle 50 Insassen, die vier Besatzungsmitglieder und 46 Passagiere, überlebten.[6]

- Am 1. September 1974 geriet eine Martin 4-0-4 der US-amerikanischen GSD Aircraft Leasing (N40427) auf dem Flughafen Norfolk Regional in Brand und wurde zerstört. Über Personenschäden ist nichts bekannt.[7]

## Fluggesellschaften und Ziele
Der Norfolk International Airport wird von den Fluggesellschaften Allegiant Air, American Airlines, Breeze Airways, Delta Air Lines, Frontier Airlines, Jetblue, Southwest Airlines, Spirit Airlines, und United Airlines angeflogen. Zusätzlich wird er von den Frachtfluggesellschaften FedEx und UPS Airlines genutzt.
Es werden 46 ausschließlich in den Vereinigten Staaten gelegene Ziele bedient, darunter vor allem die Drehkreuze der einzelnen Fluggesellschaften.

## Verkehrszahlen
| Jahr | Fluggastaufkommen | Luftfracht (Tonnen) (mit Luftpost) | Flugbewegungen (mit Militär) |
| ---- | ----------------- | ---------------------------------- | ---------------------------- |
| 2018 | 3.663.996         | 29.517                             | 72.386                       |
| 2017 | 3.380.902         | 30.168                             | 74.395                       |
| 2016 | 3.209.185         | 29.397                             | 74.264                       |
| 2015 | 3.034.407         | 26.947                             | 70.937                       |
| 2014 | 2.965.306         | 25.237                             | 74.829                       |
| 2013 | 3.112.355         | 26.360                             | 81.803                       |
| 2012 | 3.299.712         | 31.944                             | 83.740                       |
| 2011 | 3.193.388         | 29.191                             | 91.906                       |
| 2010 | 3.332.466         | 28.672                             | 93.298                       |
| 2009 | 3.409.456         | 26.769                             | 94.670                       |
| 2008 | 3.549.204         | 29.068                             | 109.992                      |
| 2007 | 3.714.323         | 31.777                             | 135.098                      |
| 2006 | 3.703.664         | 31.334                             | 128.715                      |
| 2005 | 3.884.422         | 31.797                             | 122.641                      |
| 2004 | 3.778.216         | 31.895                             | 122.962                      |
| 2003 | 3.436.391         | 32.289                             | 121.373                      |
| 2002 | 3.464.246         | 32.856                             | 125.622                      |
| 2001 | 2.963.223         | 28.794                             | 119.309                      |
| 2000 | 3.048.726         | 28.947                             | 124.690                      |
| 1999 | 2.999.420         | 31.580                             | 140.865                      |
| 1998 | 2.921.744         | 31.472                             | 158.805                      |
| 1997 | 2.897.148         | 28.576                             | 139.061                      |
| 1996 | 2.784.108         | 27.577                             | 139.980                      |
| 1995 | 2.684.715         | 25.673                             | 136.979                      |
| 1994 | 3.415.802         | 26.593                             | 142.406                      |
| 1993 | 2.624.534         | 23.075                             | 135.000                      |

### Verkehrsreichste Strecken
| Rang | Stadt                               | Passagiere | Fluggesellschaft                      |
| ---- | ----------------------------------- | ---------- | ------------------------------------- |
| 01   | Atlanta, Georgia                    | 376.420    | Delta                                 |
| 02   | Charlotte, North Carolina           | 236.350    | American/American Eagle               |
| 03   | Baltimore, Maryland                 | 179.480    | Southwest                             |
| 04   | Chicago–O’Hare, Illinois            | 129.060    | American Eagle, United/United Express |
| 05   | Washington–Dulles, Washington, D.C. | 099.260    | United/United Express                 |
| 06   | Dallas/Fort Worth, Texas            | 095.040    | American                              |
| 07   | Philadelphia, Pennsylvania          | 091.390    | American Eagle                        |
| 08   | New York–LaGuardia, New York        | 082.540    | American Eagle, Delta Connection      |
| 09   | Chicago Midway, Illinois            | 078.430    | Southwest                             |
| 10   | Orlando, Florida                    | 066.130    | Frontier Airlines, Southwest          |